# Serra do Louro
A Serra do Louro encontra-se inserida no Parque Natural da Arrábida, tem o seu ponto mais elevado no topo do “Trilho da crista do Louro” com 245 metros de altitude. É muito procurada por praticantes de Escalada, Trail, BTT e Montanhismo.

## Locais de interesse e de referência
- Grutas da Quinta do Anjo.
- Castro de Chibanes.
- Alcaria do Alto da Queimada,
- Alcaria da Portela.

## Trilhos
- Trilho dos Moinhos da Sapec (38° 33′ 40,78″ N, 8° 55′ 25,58″ O)
- Trilho do Bando (38° 33′ 36,4″ N, 8° 55′ 19,08″ O)
- Trilho da Descida das Vacas (38° 33′ 11,46″ N, 8° 56′ 30,74″ O)
- Trilho da Crista do Louro (38° 33′ 13,18″ N, 8° 56′ 42,51″ O)
- Trilho do Pomar (38° 33′ 12,66″ N, 8° 56′ 58,01″ O)
- Trilho do Fio das Vacas (38° 33′ 06,89″ N, 8° 56′ 58,98″ O)
- Trilho do Fio Dental (38° 32′ 59,35″ N, 8° 57′ 19,24″ O)
- Trilho da Bardoada (38° 33′ 22,6″ N, 8° 57′ 09,62″ O)
- Trilho do Cabeço das Torres
- Trilho da Quinta da Silveira (38° 33′ 26,04″ N, 8° 56′ 44,73″ O)
- Trilho da Fonte do Sol (38° 33′ 09,91″ N, 8° 57′ 34,57″ O)
- Trilho do Corte e costura

## Galeria de imagens

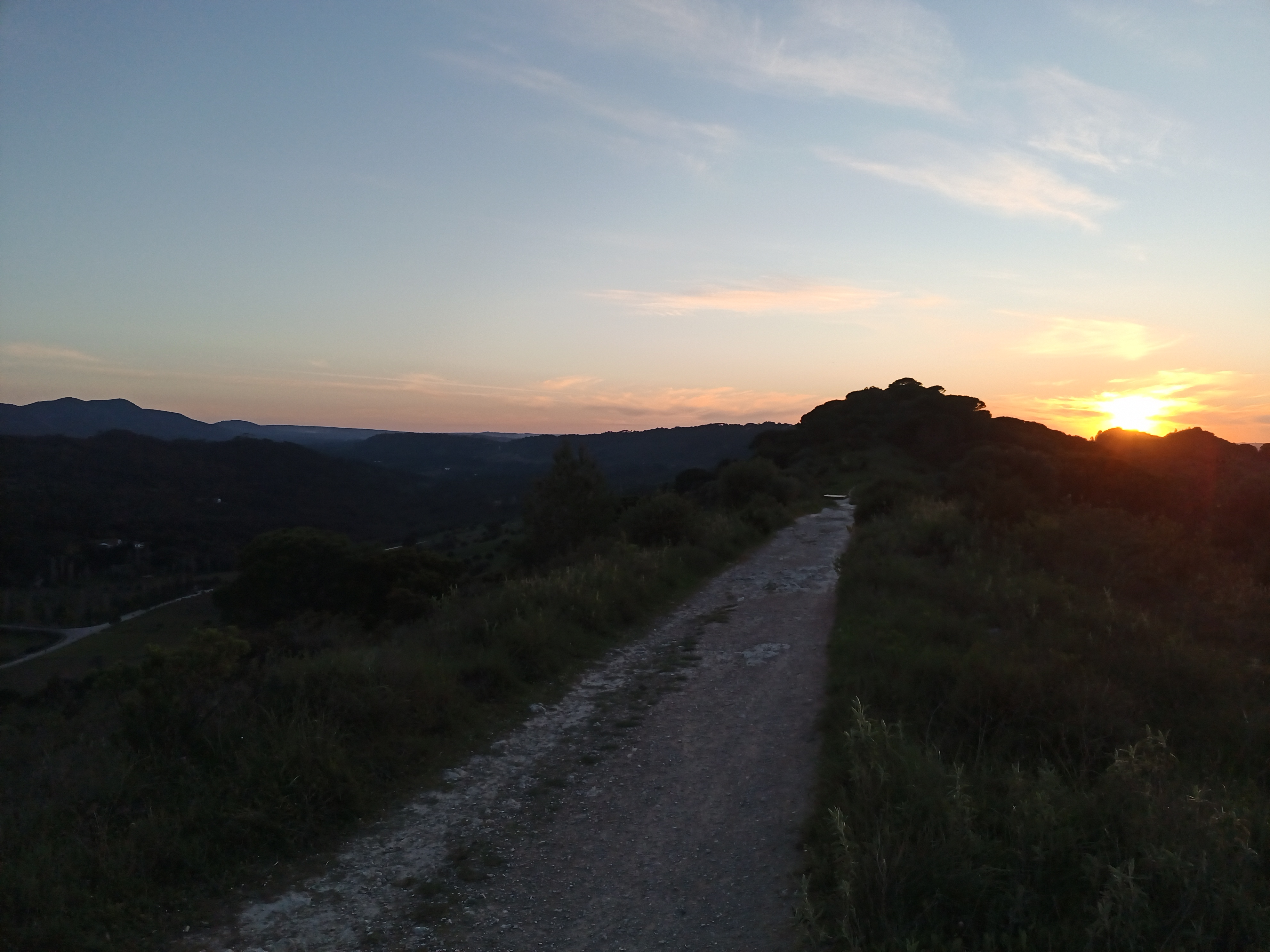
Cabeço das Vacas
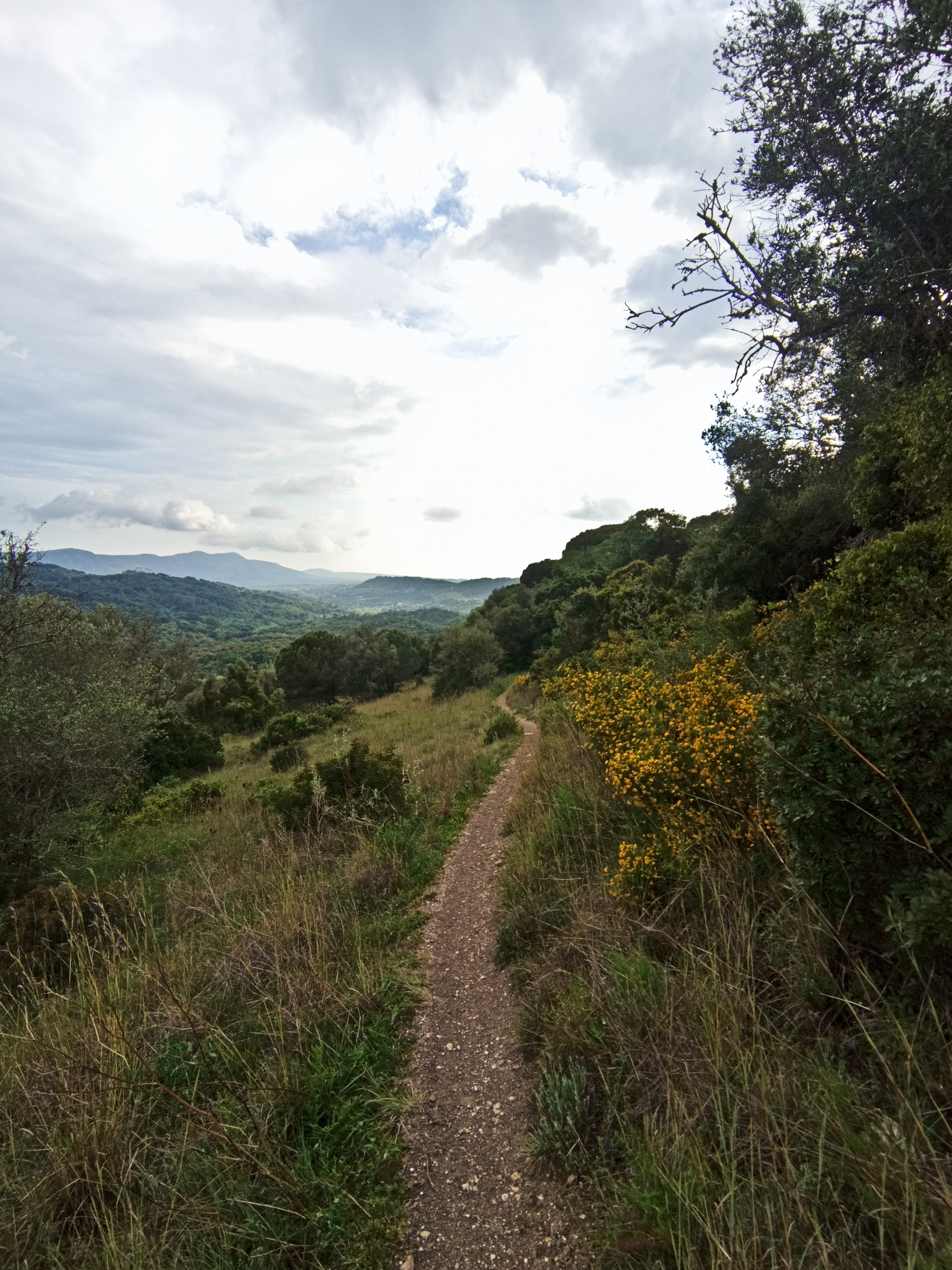
Trilho do Fio das Vacas
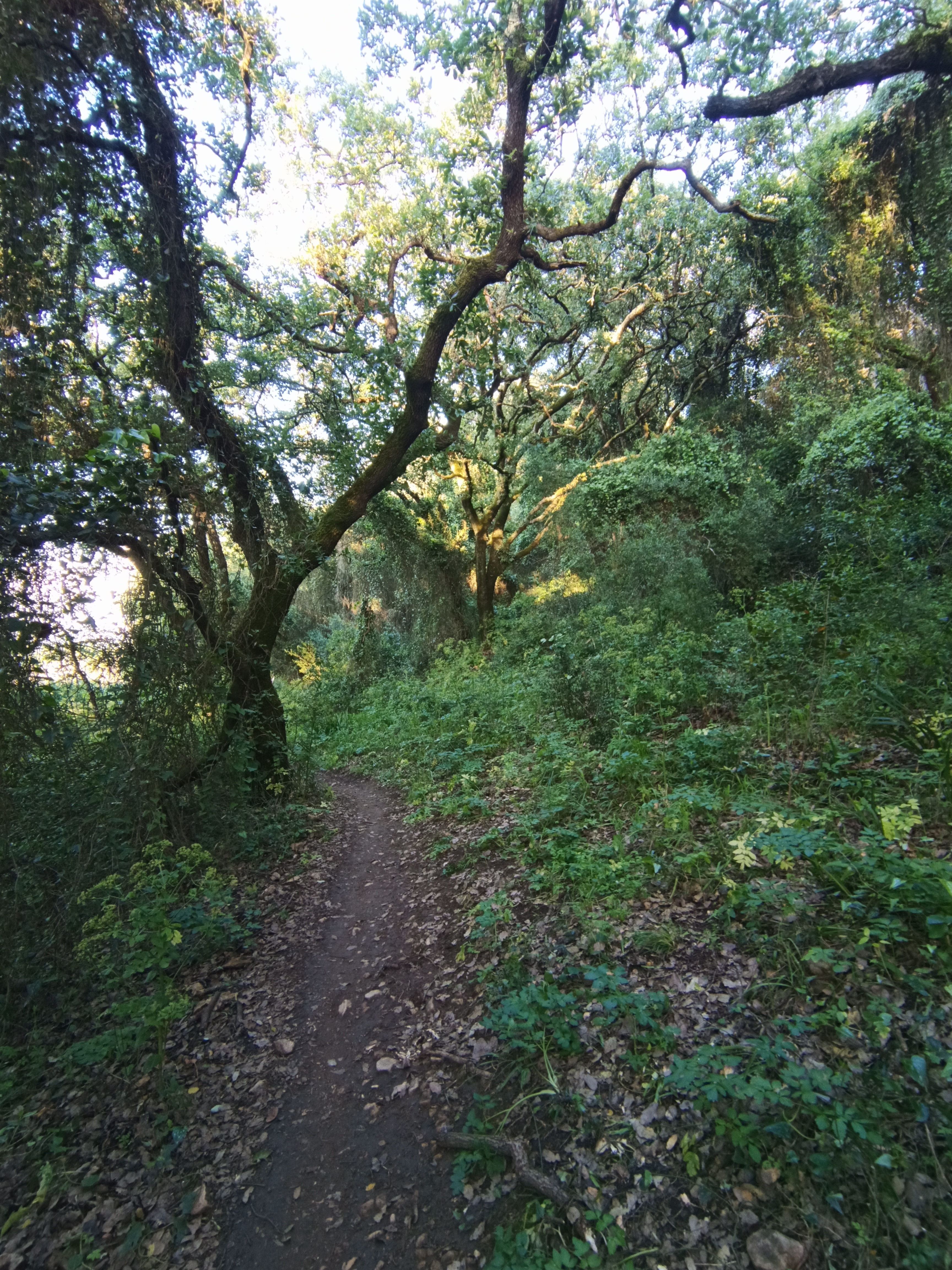
Trilho do Pomar
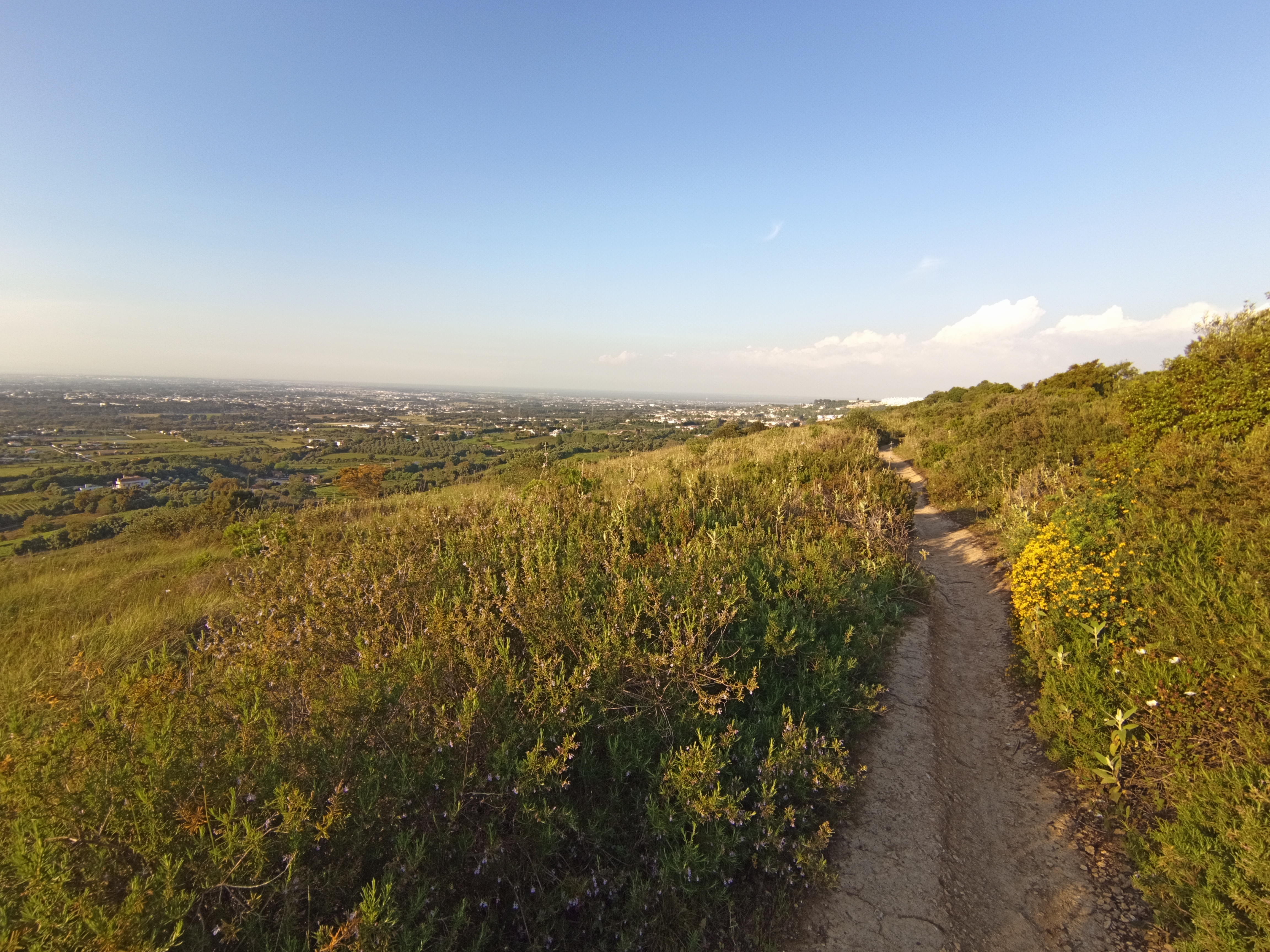
Trilho dos Moinhos da Sapec
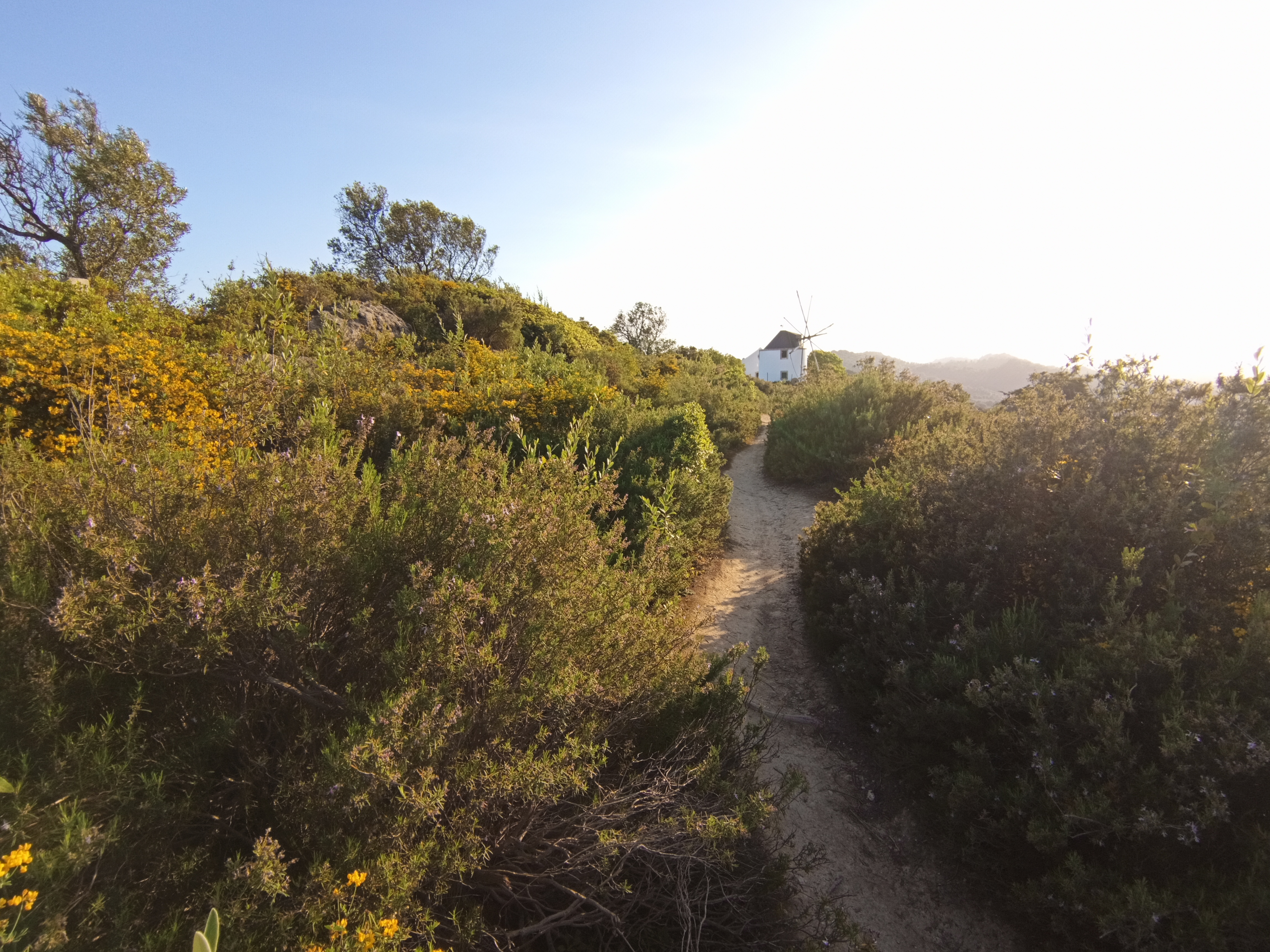
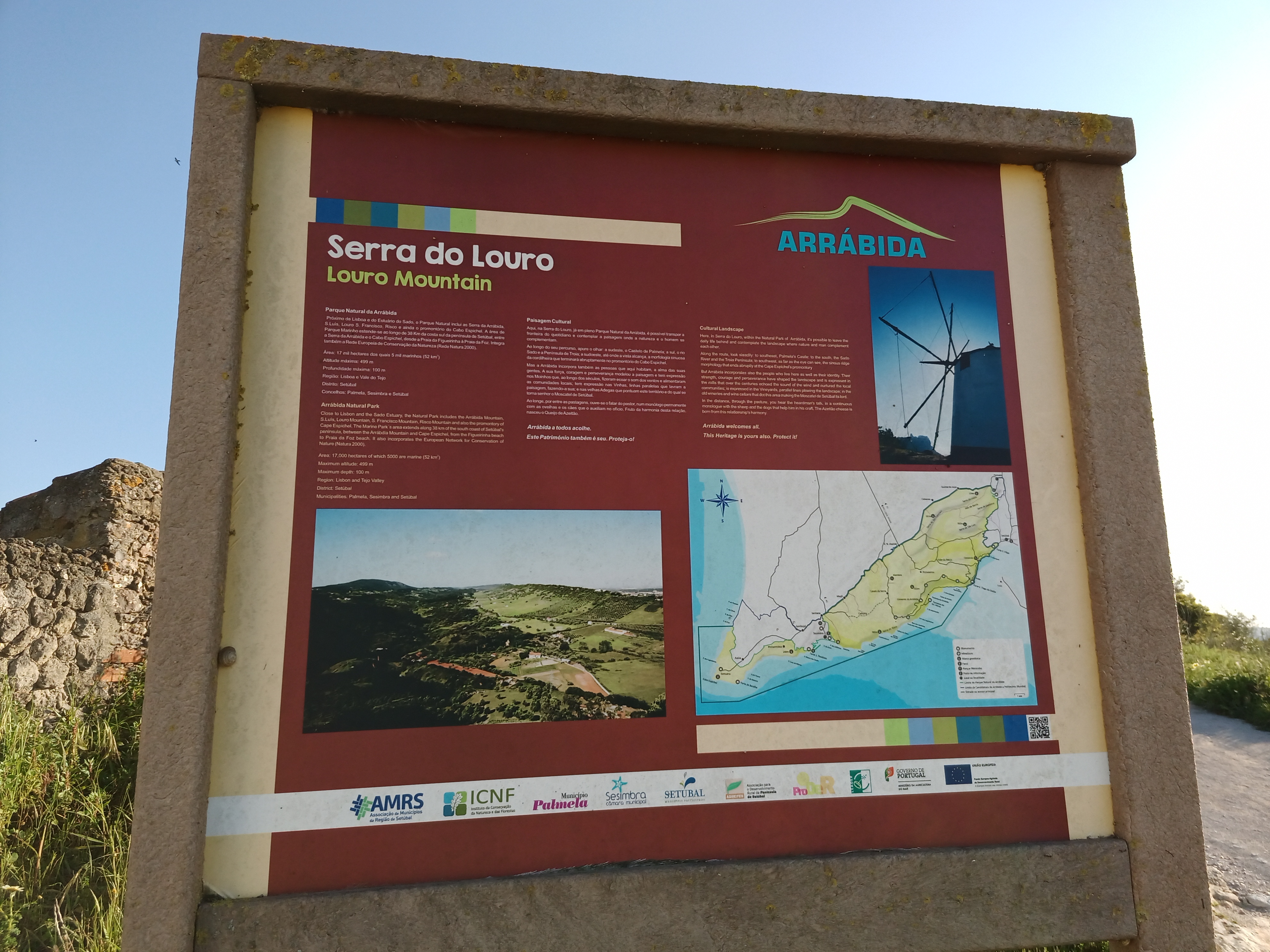
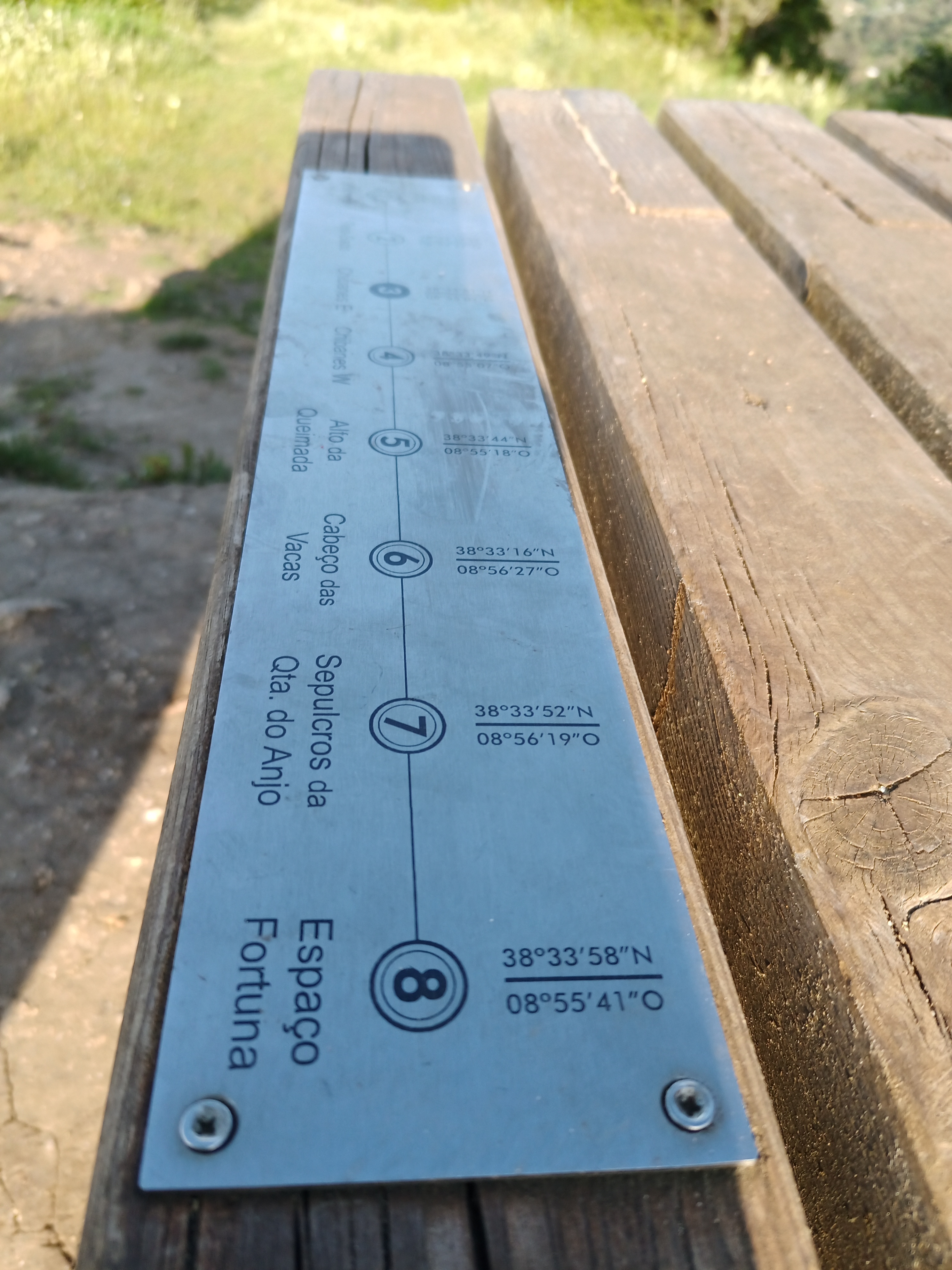